# ジョー・ウィーラー
ジョー・ウィーラー（Joe Wheeler、1987年10月20日 - ）は、ニュージーランドクライストチャーチ出身のラグビー選手。

## プロフィール
- ポジションはロック(LO)。
- 身長 200cm、体重 114kg
- ニックネームはウィールズ、ジョーイ。
- マオリ・オールブラックスに選ばれたことがある[2]。

## 略歴
10歳頃からラグビーを始めた。
マルボロボーイズカレッジ卒業後、タスマン、クルセイダーズを経て、2013年、ハイランダーズに加入。
2016年、サントリーサンゴリアスに加入。同年8月26日に行われたジャパンラグビートップリーグ第1節の近鉄ライナーズ戦にて先発出場で日本での公式戦初出場を果たす。
2020年、サントリーサンゴリアスを退団した。

## 受賞歴
- 2016-17ベストフィフティーン
- 2017-18ベストフィフティーン